# Onychiuroides
Genre
Onychiuroides est un genre de collemboles de la famille des Onychiuridae.

## Distribution
Les espèces de ce genre se rencontrent en zone paléarctique.

## Liste des espèces
Selon Checklist of the Collembola of the World (version du 28 septembre 2019) :
- Onychiuroides anellii (Denis, 1938)
- Onychiuroides beroni (Gruia, 1972)
- Onychiuroides bojani Pomorski, 2006
- Onychiuroides bureschi (Handschin, 1928)
- Onychiuroides canzianus (Stach, 1934)
- Onychiuroides cavernicolus (Stach, 1934)
- Onychiuroides cerberus Pomorski, 2006
- Onychiuroides granulosus (Stach, 1930)
- Onychiuroides hauseri (Dallai, 1975)
- Onychiuroides hrabei (Rusek, 1963)
- Onychiuroides igori Pomorski, 2006
- Onychiuroides longisetosus (Stach, 1954)
- Onychiuroides multisetis (Gruia, 1971)
- Onychiuroides novus (Stach, 1960)
- Onychiuroides occultus Pomorski, 2006
- Onychiuroides paoloi Pomorski, 2006
- Onychiuroides papillaeferus (Stach, 1946)
- Onychiuroides paucituberculatus (Stach, 1930)
- Onychiuroides peteri Pomorski, 2006
- Onychiuroides pirinensis Pomorski, 2006
- Onychiuroides postumicus (Bonet, 1931)
- Onychiuroides pseudogranulosus (Delamare Deboutteville & Gisin, 1951)
- Onychiuroides quadripapillatus (Rusek, 1965)
- Onychiuroides subgranulosus (da Gama, 1964)
- Onychiuroides vornatscheri (Stach, 1946)

## Publication originale
- Bagnall, 1948 : Contributions toward a knowledge of the Onychiuridae (Collembola-Onychiuroidea). I-IV. Annals and Magazine of Natural History, sér. 11, vol. 14, p. 631-642.